# Alnus japonica
El aliso japonés (Alnus japonica) es una especie de árbol caducifolio perteneciente a la familia de las betuláceas, género Alnus, subgénero Alnus.

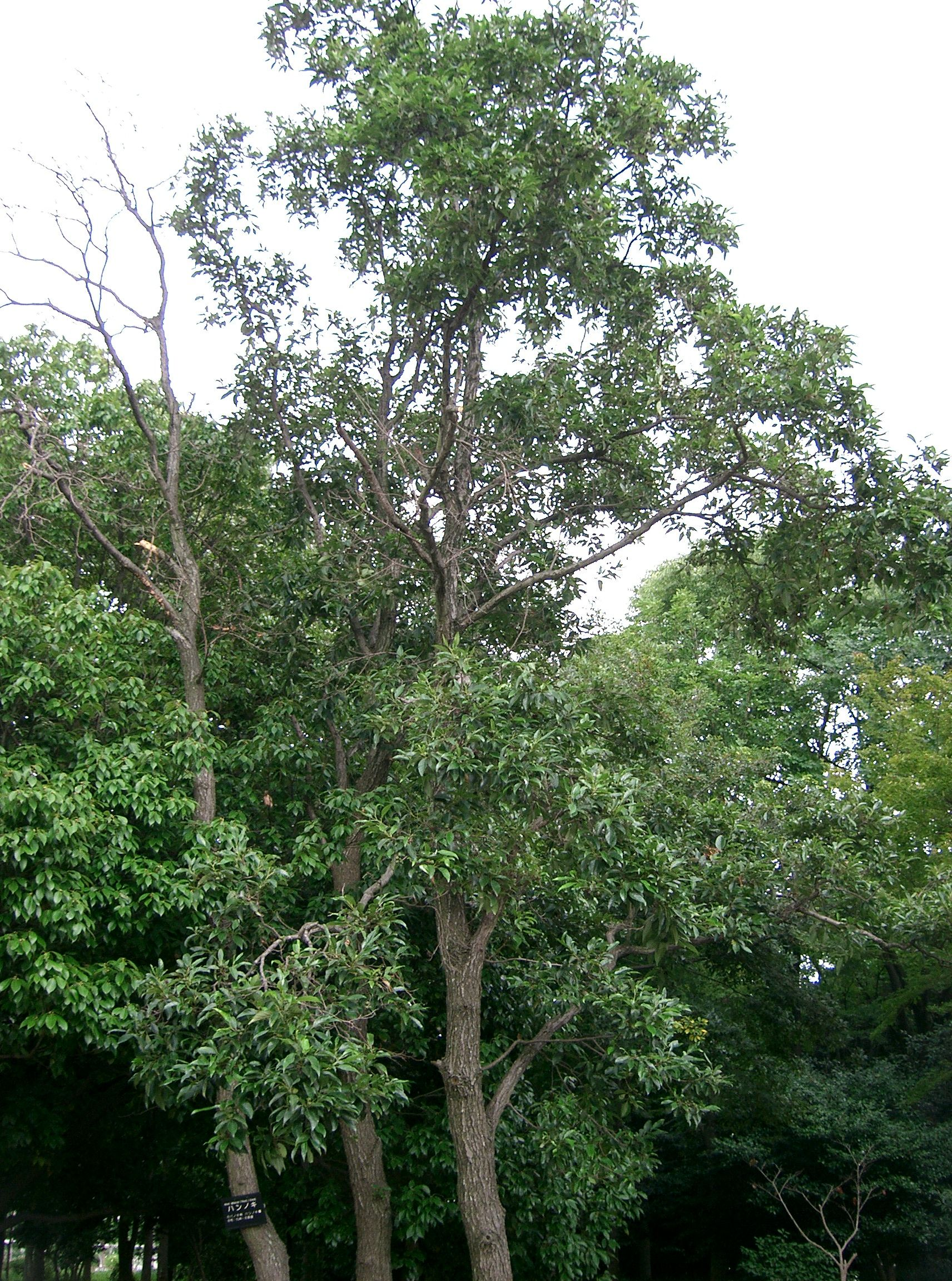
Vista de la planta

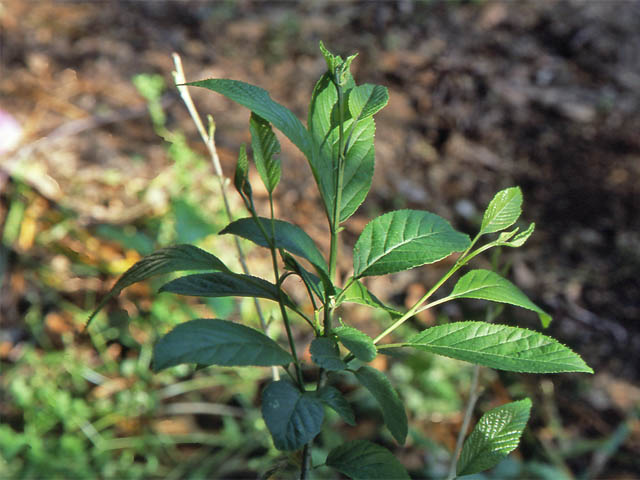
Hojas

## Distribución
Es una especie originaria de Asia, en concreto el Extremo oriente ruso (Krai de Primorie), China (Anhui, Hebei, Henan, Jiangsu, Jilin, Liaoning, Shandong), Japón (Hokkaido, Honshu, Kyushu, islas Ryukyu, Shikoku), península de Corea y Taiwán.

## Descripción
El aliso japonés alcanza un máximo de 25 a 30 metros. La corteza es lisa y de color blanco grisáceo, no se rompe en la vejez. Los brotes son yemas grises velludas y pecioladas.
Las hojas son estrechas y ovales, 5-13 cm de largo y tienen un tallo 1,5 a 2,5 cm de largo. Ambos extremos son puntiagudos. La hoja muestra de siete a nueve pares de nervios. El borde de la hoja está finamente aserrado. El haz de la hoja es verde oscuro brillante, el envés es más claro. Los amentos masculinos son de color pardo amarillento a pardo rojizo, mientras que las flores femeninas tienen estróbilos pardo purpúreos.
Es un árbol que crece en lugares soleados o con sombra parcial.

## Taxonomía
Alnus japonica fue descrita por (Thunb.) Steud.  y publicado en Nomenclator Botanicus. Editio secunda 1: 55. 1840.
Etimología
Alnus: nombre genérico del latín clásico para este género.
japonica: epíteto geográfico que alude a su localización en Japón.
Sinonimia
- Alnus harinoki Siebold
- Alnus maritima var. arguta Regel
- Alnus maritima var. japonica (Thunb.) Regel
- Alnus reginosa Nakai
- Betula japonica Thunb. basónimo[3][4]